# Google DeepMind
DeepMind Technologies és una filial britànica d'intel·ligència artificial d'Alphabet Inc. i un laboratori de recerca fundat el 2010. DeepMind va ser adquirit per Google el 2014. L'empresa té la seu a Londres, amb centres de recerca al Canadà, França, i els Estats Units. El 2015, es va convertir en una filial de propietat total d'Alphabet Inc, l'empresa matriu de Google.
DeepMind ha creat una xarxa neuronal que aprèn a jugar videojocs d'una manera similar a la dels humans, així com una màquina de Turing Neural, o una xarxa neuronal que pot accedir a una memòria externa com ara una màquina de Turing convencional, resultant en un ordinador que imita la memòria a curt termini del cervell humà.
DeepMind va arribar als titulars el 2016 després que el seu programa AlphaGo va vèncer a un jugador professional humà de Go Lee Sedol, campió del món, que va ser objecte d'una pel·lícula documental. Un programa més general, AlphaZero, va superar els programes més potents jugant a go, escacs i shogi (escacs japonesos) després d'uns dies de joc contra si mateix mitjançant l'aprenentatge de reforç. El 2020, DeepMind va fer avenços significatius en el problema del plegament de proteïnes amb AlphaFold. El juliol de 2022, es va anunciar que més de 200 milions d'estructures de proteïnes previstes, que representaven pràcticament totes les proteïnes conegudes, es publicarien a la base de dades AlphaFold.
DeepMind va publicar una publicació al bloc el 28 d'abril de 2022 sobre un model de llenguatge visual únic (VLM) anomenat Flamingo que pot descriure amb precisió una imatge d'alguna cosa amb només unes quantes imatges d'entrenament. El juliol de 2022, DeepMind va anunciar el desenvolupament de DeepNash, un sistema d'aprenentatge de reforç multiagent sense models capaç de jugar al joc de taula Stratego al nivell d'un expert humà.